# Super Fórmula Lights
La Super Fórmula Lights, anteriormente Campeonato de Fórmula 3 Japonesa, es un campeonato de Fórmula 3 que se disputa en Japón desde el año 1979. Durante su primera década de existencia, sirvió para formar pilotos locales. En la década de 1990, pasó a atraer pilotos de otros continentes, de hecho, apenas tres pilotos japoneses se consagraron campeones desde 1991 hasta 2009.

## Campeones
| Año                              | Piloto                           | Escudería                        | Clase Nacional/Masters           |
| Campeonato de Fórmula 3 Japonesa | Campeonato de Fórmula 3 Japonesa | Campeonato de Fórmula 3 Japonesa | Campeonato de Fórmula 3 Japonesa |
| -------------------------------- | -------------------------------- | -------------------------------- | -------------------------------- |
| 1979                             | Toshio Suzuki                    | Heroes Racing                    | No hubo                          |
| 1980                             | Shuroko Sasaki                   | Gallop Racing                    | No hubo                          |
| 1981                             | Osamu Nakako                     | Hayashi Racing                   | No hubo                          |
| 1982                             | Kengo Nakamoto                   | Hayashi Racing                   | No hubo                          |
| 1983                             | Yoshimasa Fujiwara               | Umeda Racing                     | No hubo                          |
| 1984                             | Shuji Hyoudo                     | Hayashi Racing                   | No hubo                          |
| 1985                             | Koji Sato                        | Le Garage Cox Racing             | No hubo                          |
| 1986                             | Akio Morimoto                    | LeMans Company                   | No hubo                          |
| 1987                             | Ross Cheever                     | TOM'S                            | No hubo                          |
| 1988                             | Akihiko Nakaya                   | Le Garage Cox Racing             | No hubo                          |
| 1989                             | Masahiko Kageyama                | Leyton House Racing              | No hubo                          |
| 1990                             | Naoki Hattori                    | Le Garage Cox Racing             | No hubo                          |
| 1991                             | Paulo Carcasci                   | TOM'S                            | No hubo                          |
| 1992                             | Anthony Reid                     | Tomei Sport                      | No hubo                          |
| 1993                             | Tom Kristensen                   | TOM'S                            | No hubo                          |
| 1994                             | Michael Krumm                    | TOM'S                            | No hubo                          |
| 1995                             | Pedro de la Rosa                 | TOM'S                            | No hubo                          |
| 1996                             | Juichi Wakisaka                  | Nakajima Racing                  | No hubo                          |
| 1997                             | Tom Coronel                      | TOM'S                            | No hubo                          |
| 1998                             | Peter Dumbreck                   | TOM'S                            | No hubo                          |
| 1999                             | Darren Manning                   | TOM'S                            | No hubo                          |
| 2000                             | Sébastien Philippe               | Mugen Dome Project               | No hubo                          |
| 2001                             | Benoît Tréluyer                  | TOM'S                            | No hubo                          |
| 2002                             | Takashi Kogure                   | TOM'S                            | No hubo                          |
| 2003                             | James Courtney                   | TOM'S                            | No hubo                          |
| 2004                             | Ronnie Quintarelli               | TOM'S                            | No hubo                          |
| 2005                             | João Paulo de Oliveira           | TOM'S                            | No hubo                          |
| 2006                             | Adrian Sutil                     | TOM'S                            | No hubo                          |
| 2007                             | Kazuya Oshima                    | TOM'S                            | No hubo                          |
| 2008                             | Carlo van Dam                    | TOM'S                            | Hideki Yamauchi                  |
| 2009                             | Marcus Ericsson                  | TOM'S                            | Naoki Yamamoto                   |
| 2010                             | Yuji Kunimoto                    | TOM'S                            | Takashi Kobayashi                |
| 2011                             | Yuhi Sekiguchi                   | ThreeBond Racing                 | Katsumasa Chiyo                  |
| 2012                             | Ryo Hirakawa                     | RSS                              | Daiki Sasaki                     |
| 2013                             | Yuichi Nakayama                  | TOM'S                            | Mitsunori Takaboshi              |
| 2014                             | Nobuharu Matsushita              | TOM'S                            | Hiroshi Koizumi                  |
| 2015                             | Nick Cassidy                     | TOM'S                            | Ryo Ogawa                        |
| 2016                             | Kenta Yamashita                  | TOM'S                            | Jann Mardenborough               |
| 2017                             | Mitsunori Takaboshi              | B-MAX Racing Team                | "Dragon" (Ryuji Kumita)          |
| 2018                             | Sho Tsuboi                       | TOM'S                            | Jake Parsons                     |
| 2019                             | Sacha Fenestraz                  | B-Max Racing with Motopark       | "Dragon" (Ryuji Kumita)          |
| Super Fórmula Lights             |                                  |                                  |                                  |
| 2020                             | Ritomo Miyata                    | TOM'S                            | "Dragon" (Ryuji Kumita)          |
| 2021                             | Teppei Natori                    | TOM'S                            | Nobuhiro Imada                   |
| 2022                             | Kazuto Kotaka                    | TOM'S                            | Nobuhiro Imada                   |
| 2023                             | Iori Kimura                      | B-Max Racing Team                | Nobuhiro Imada                   |